# Gaston de France
Gaston d'Orléans
Pour les articles homonymes, voir Gaston d'Orléans.
 (juin 2017).
Titre
Héritier présomptif
des trônes de France et de Navarre
17 novembre 1611 – 5 septembre 1638
(26 ans, 9 mois et 19 jours)
Signature
Gaston de France, plus connu sous le nom de Gaston d'Orléans et surnommé « le Grand Monsieur », né le 25 avril 1608 à Fontainebleau, baptisé le 15 juin 1614 à Paris et mort le 2 février 1660 à Blois, duc d'Orléans, est le troisième fils d'Henri IV et de Marie de Médicis. 
Il a consacré une grande partie de son existence adulte à conspirer contre son frère Louis XIII et le cardinal de Richelieu, puis contre Anne d'Autriche, veuve de Louis XIII, et le cardinal Mazarin, qui l'exile finalement à Blois en 1652.

## Biographie

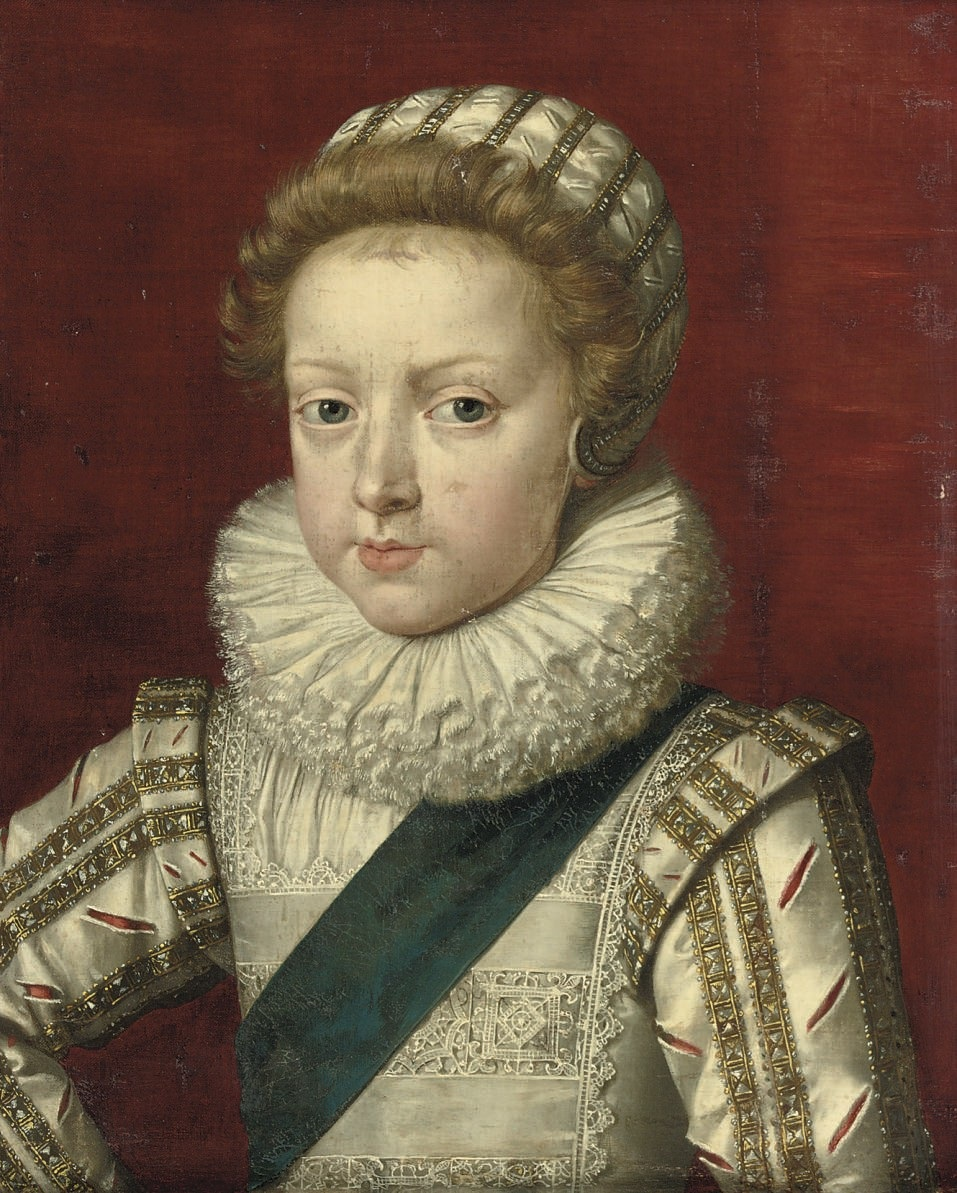
Portrait de Gaston, enfant, alors duc d'Anjou.

### Origines familiales
Il est le fils d'Henri IV (1553-1610), roi de Navarre depuis 1572 et roi de France depuis 1589, premier roi de la dynastie des Bourbon, qui succède à la dynastie des Valois. 
Sa mère, Marie de Médicis (1575-1642), seconde épouse d'Henri, est la fille de François Ier de Médicis, grand-duc de Toscane.
Sa marraine est Marguerite de Valois (1553-1615), première épouse d'Henri IV (de 1572 à 1599), fille d'Henri II et de Catherine de Médicis (1519-1589). C'est d'elle que vient le prénom de Gaston, son prénom usuel, en l'honneur de Gaston de Foix (1444-1470), fils de la reine de Navarre Éléonore. Ses deux autres prénoms, Jean et Baptiste, viennent de son parrain, le cardinal François de Joyeuse.
Ses demis-frères aînés sont César de Vendôme (1594-1665) et Alexandre de Vendôme(1598-1629), tous deux bâtards légitimés, Louis (1601-1643) et Monsieur d'Orléans (1607-1611) qui n'a pas reçu de prénom, étant mort avant d'être baptisé (il a seulement été ondoyé à la naissance), tous deux légitimes, et Henri de Bourbon-Verneuil (1601-1682) et Antoine de Bourbon-Bueil (1607-1632), tous deux égalemnt bâtards. À la mort de Monsieur d'Orléans en 1611, Gaston devient duc d'Orléans et héritier présomptif de son frère Louis XIII.

### Titres
Fils de France de la maison capétienne de Bourbon, il est titré duc d'Anjou en tant que prince héritier et appelé « Monsieur », titre conféré au frère du roi.
À partir de la mort de son frère Louis XIII, il devient le « Grand Monsieur » par opposition à son neveu, le « Petit Monsieur », Philippe, frère de Louis XIV.
Il porte aussi au cours de sa vie les titres de duc d'Orléans, de Chartres, de Valois, d'Anjou et d'Alençon, de comte de Blois, de Montlhéry et de Limours, de baron d'Amboise et de seigneur de Montargis.

### Conspirateur et débauché
Cultivé et raffiné, velléitaire et inconstant, Gaston de France passa sa vie à conspirer, d'abord contre son frère et contre le cardinal de Richelieu (préférant à leur centralisation absolutiste une monarchie mixte avec représentation des corps sociaux à travers les assemblées d'États provinciaux ou généraux), puis contre sa belle-sœur Anne d'Autriche et contre le cardinal Mazarin. Ses conspirations échouèrent toujours, faute de réel projet politique. Velléitaire, Gaston dénonça souvent ses complices, puis les vit périr (voir d'Ornano, Chalais, Montmorency, et Cinq-Mars). 
Pour se venger, il crée un « Conseil de vauriennerie », des amis avec qui il mène une vie désordonnée (il est réputé joueur et amateur de femmes). Michel Delon le voit comme le chef de file des libertins de l'époque, dont les passe-temps était les chansons à boire, les poèmes érotiques et les parties de débauche, fréquemment bisexuelles.

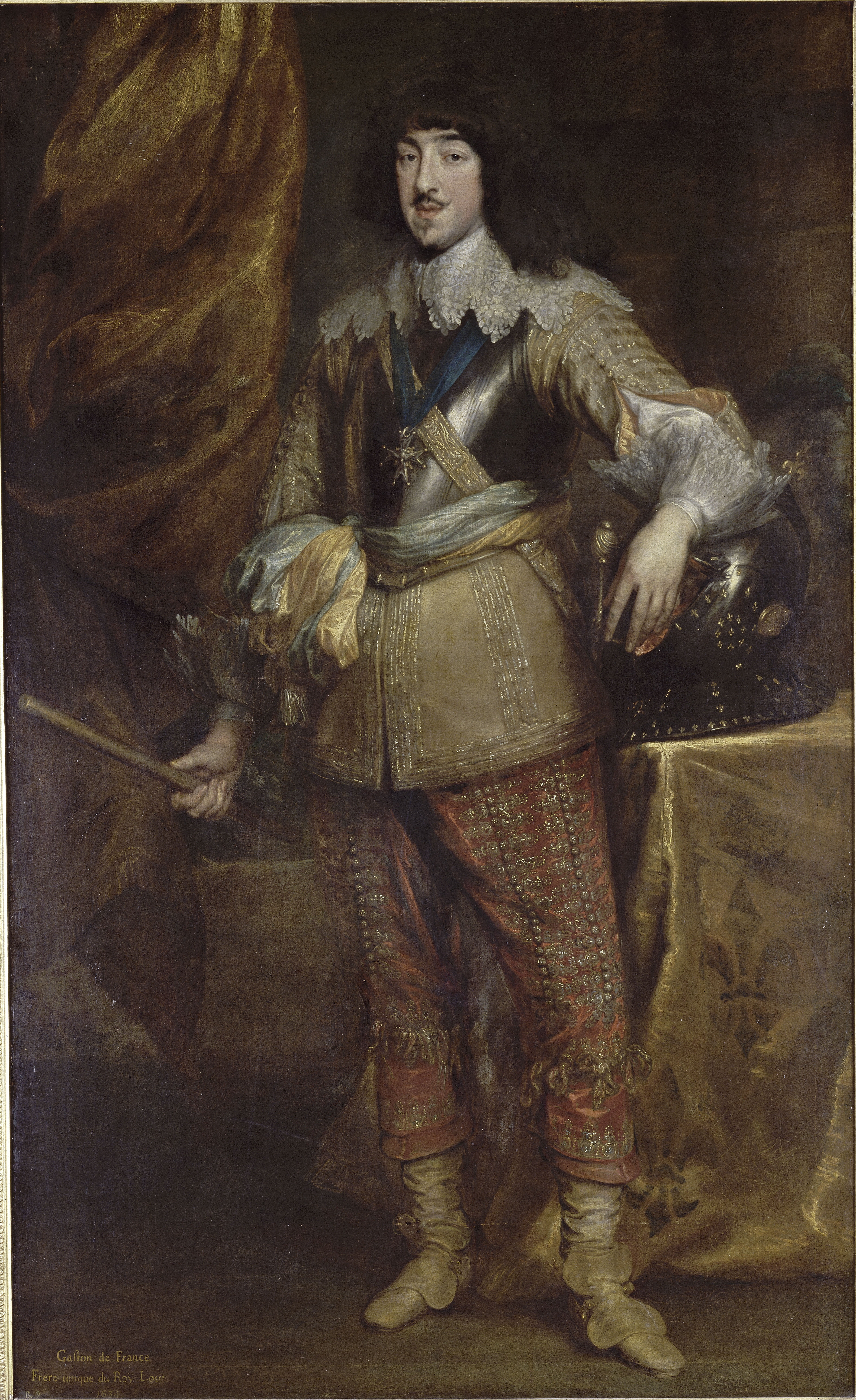
Portrait de Gaston de France, 1634
par Antoine van Dyck
Musée Condé, Chantilly.

### Campagnes militaires et rébellions sous Louis XIII
Gaston d’Orléans joue un rôle complexe sous le règne de son frère, mêlant participation à des campagnes militaires et implication dans de multiples rébellions, souvent motivées par son opposition à l’absolutisme de Louis XIII et du cardinal de Richelieu. Voici une synthèse de ses actions militaires et de ses rébellions, basée sur les informations disponibles et une analyse critique.
Campagnes militaires de Gaston d’Orléans
Siège de La Rochelle (1627-1628)
Gaston reçoit le commandement nominal de l’armée royale lors du siège de La Rochelle, un bastion protestant allié à l’Angleterre. Cependant, son rôle est limité, car Louis XIII prend la direction effective des opérations. Cette nomination reflète la volonté de Richelieu de canaliser l’énergie de Gaston, mais elle montre aussi la méfiance du roi envers son frère, qui ne bénéficie pas d’une réelle autorité militaire.
Campagnes en Flandre (1644-1645) : après la mort de Louis XIII en 1643, Gaston est nommé lieutenant général du royaume pendant la minorité de Louis XIV. Il dirige des campagnes contre les Espagnols dans le comté de Flandre, remportant plusieurs succès notables :
. 1644 : Conquête de Gravelines (28 juillet) et Béthune.
. 1645 : Prise de Bourbourg, Armentières, Courtrai et Mardyck.
Ces victoires renforcent temporairement son prestige militaire et sa position politique, bien que son autorité reste subordonnée à la régente Anne d’Autriche et au cardinal Mazarin.
Engagement dans la guerre de Trente Ans
Gaston participe à des campagnes mineures, comme celle en Picardie contre les Espagnols en 1636, mais Louis XIII refuse de lui accorder une reconnaissance significative, notamment en raison des tensions liées à son mariage non autorisé avec Marguerite de Lorraine. Son implication militaire est souvent perçue comme un moyen de maintenir son statut de prince sans lui conférer un pouvoir réel.
Rébellions et complots contre l’autorité royale
Gaston d’Orléans, héritier présomptif du trône jusqu’à la naissance de Louis XIV en 1638, s’oppose régulièrement à la centralisation absolutiste promue par Richelieu et Louis XIII. Il défend une vision d’une monarchie mixte, où les corps sociaux (noblesse, parlements, États provinciaux) auraient un rôle plus important, contre l’absolutisme naissant. Ses rébellions, bien que nombreuses, échouent souvent en raison de son caractère velléitaire et de son manque de projet politique cohérent.
Complot de Chalais (1626)
Richelieu contraint Gaston à épouser Marie de Bourbon-Montpensier, une union qu’il rejette. Encouragé par des nobles comme la duchesse de Chevreuse et le comte de Chalais, Gaston s’engage dans un complot visant à assassiner Richelieu. Le complot est découvert, Chalais est exécuté, mais Gaston, protégé par son statut d’héritier, échappe à la répression. Il accepte finalement le mariage, qui lui confère le titre de duc d’Orléans.
Rébellion de 1631-1632 et l’affaire du mariage lorrain
En 1631, après l’exil de Marie de Médicis, qui s’oppose à Richelieu, Gaston se déclare en faveur de sa mère et lève des troupes. Il se réfugie en Lorraine, où il épouse secrètement Marguerite de Lorraine (janvier 1632), sœur du duc Charles IV, contre la volonté de Louis XIII et Richelieu. Cette union, perçue comme une menace diplomatique (la Lorraine étant soutenue par l’Espagne), entraîne l’invasion de la Lorraine par les troupes royales. Gaston fuit aux Pays-Bas espagnols, puis revient en France pour soutenir la révolte du duc de Montmorency en Languedoc (1632). Après l’échec de la révolte et l’exécution de Montmorency, Gaston est pardonné mais se retire à nouveau à l’étranger. Il ne revient en France qu’en 1634, sous conditions imposées par Richelieu.
Complot de Cinq-Mars (1642)
Gaston est impliqué dans le complot orchestré par le marquis de Cinq-Mars, favori de Louis XIII, visant à éliminer Richelieu. Lorsque le complot est découvert, Gaston, fidèle à son habitude, dénonce ses complices pour sauver sa position. Cinq-Mars est exécuté, et Gaston est une fois de plus épargné, mais humilié.
La Fronde (1648-1653)
Pendant la Fronde, Gaston joue un rôle ambigu. Initialement, il soutient Mazarin et la régente Anne d’Autriche, mais en 1651, il rejoint les princes rebelles, cherchant à limiter le pouvoir de Mazarin. Fort de sa popularité au Parlement et de son titre de lieutenant général, il tente de promouvoir une politique d’apaisement. Cependant, son manque de constance et sa versatilité le rendent inefficace. Après la reprise de Paris par les forces royales en 1652, Louis XIV l’exile à Blois, où il reste jusqu’à sa mort en 1660.
Motivations de Gaston
Gaston est animé par une combinaison de rivalité personnelle avec Louis XIII, d’opposition idéologique à l’absolutisme et d’ambition personnelle. Sa position d’héritier présomptif jusqu’en 1638 le rend à la fois puissant et vulnérable, car il incarne une alternative potentielle au règne de son frère. Sa vision d’une monarchie moins centralisée attire des nobles mécontents de Richelieu, mais ses complots manquent de cohérence et de détermination. Son mariage avec Marguerite de Lorraine, par amour et par défi, illustre son désir d’autonomie face à la raison d’État.
Faiblesse stratégique
Gaston est souvent décrit comme inconstant et velléitaire, dénonçant ses complices pour éviter les conséquences (Chalais, Montmorency, Cinq-Mars). Cette attitude, combinée à l’absence d’un projet politique clair, limite l’impact de ses rébellions. Ses succès militaires, notamment en Flandre, contrastent avec son incapacité à transformer ces victoires en influence politique durable.
Contexte politique
Les rébellions de Gaston s’inscrivent dans un climat de tensions nobiliaires et de résistance à la centralisation de l’État. Richelieu, en renforçant le pouvoir royal, marginalise les grands princes comme Gaston, qui devient un point de ralliement pour les opposants. Cependant, la répression systématique des complots (exécutions, emprisonnements) et la consolidation de l’absolutisme sous Louis XIII et Louis XIV marginalisent durablement son rôle.
Héritage et perception
Gaston est souvent réduit à l’image d’un prince rebelle et frivole, mais des études récentes réhabilitent son rôle comme mécène, collectionneur et humaniste. Sa vision d’une monarchie tempérée, bien que défaite, reflète une alternative politique à l’absolutisme. Son exil à Blois et la censure de son oraison funèbre par Louis XIV montrent la volonté de la monarchie d’effacer son influence.
En 1628, il reçoit le commandement de l'armée pour le siège de La Rochelle, bastion protestant lié à l'Angleterre, qu'il conserve jusqu'à l'arrivée de Louis XIII. 
À l'instigation de son confesseur, l'oratorien Charles de Condren, il se réconcilie avec le roi à Troyes, le 18 avril 1630.[pas clair]
En 1631-32, il réside en Lorraine et fréquente la cour ducale. Il intrigue et publie un manifeste politique contre l'absolutisme. Il épouse aussi la princesse Marguerite, sœur du duc.
En 1632, il participe à la révolte du duc Henri II de Montmorency. À la tête d'une armée de mercenaires, il appelle le royaume à la révolte, avant de repartir en Lorraine après la défaite de Montmorency à Castelnaudary (1er septembre 1632). 
En 1634, il conclut en secret un traité avec l'Espagne et complote contre Richelieu avec le comte de Soissons. 
En 1636, il participe au côté du roi au siège de Corbie (24 septembre-9 novembre) en Picardie. Corbie est reprise aux troupes espagnoles.
En 1638, la naissance d'un dauphin, le futur Louis XIV, le prive du rang d'héritier présomptif. Il perd son crédit financier et ne peut poursuivre l'extension du château de Blois, ni la restauration du château de Chambord qu'il a entreprises. 
En 1642, la conspiration de Cinq-Mars, qui vise à faire de Gaston le lieutenant général du royaume, échoue. Gaston ayant poussé en avant Cinq-Mars, il l'abandonne et le laisse exécuter.

### Sous Louis XIV
Louis XIII mourant le nomme gouverneur et lieutenant général du Languedoc. À la mort de Louis XIII, Gaston est nommé[Par qui ?] lieutenant général du royaume et chef des conseils, sous l'autorité théorique de la reine, pendant la minorité de Louis XIV. Pourtant Anne d'Autriche s'impose au Parlement de Paris et prend les rênes du pouvoir en tant que régente avec le soutien de Mazarin.
Chef de l'armée en 1644-1645, Gaston mène contre les Espagnols une campagne victorieuse. Il conquiert une partie du comté de Flandre, dont Gravelines le 28 juillet 1644 et Béthune, puis, en 1645, Bourbourg, Armentières, Courtrai et Mardyck.
Gaston participe encore à la Fronde à partir de 1648. Fort de son titre de lieutenant général du royaume et de sa popularité au Parlement, il s'efforce de promouvoir une politique d'apaisement entre les parties. De juillet à novembre 1650, pendant la visite officielle en province de la régente et du roi, il fait figure de chef de l'État à Paris. Mais il ne peut éviter le déferlement de violence de juillet 1652.

### Exil à Blois (1652), mort et funérailles (1660)

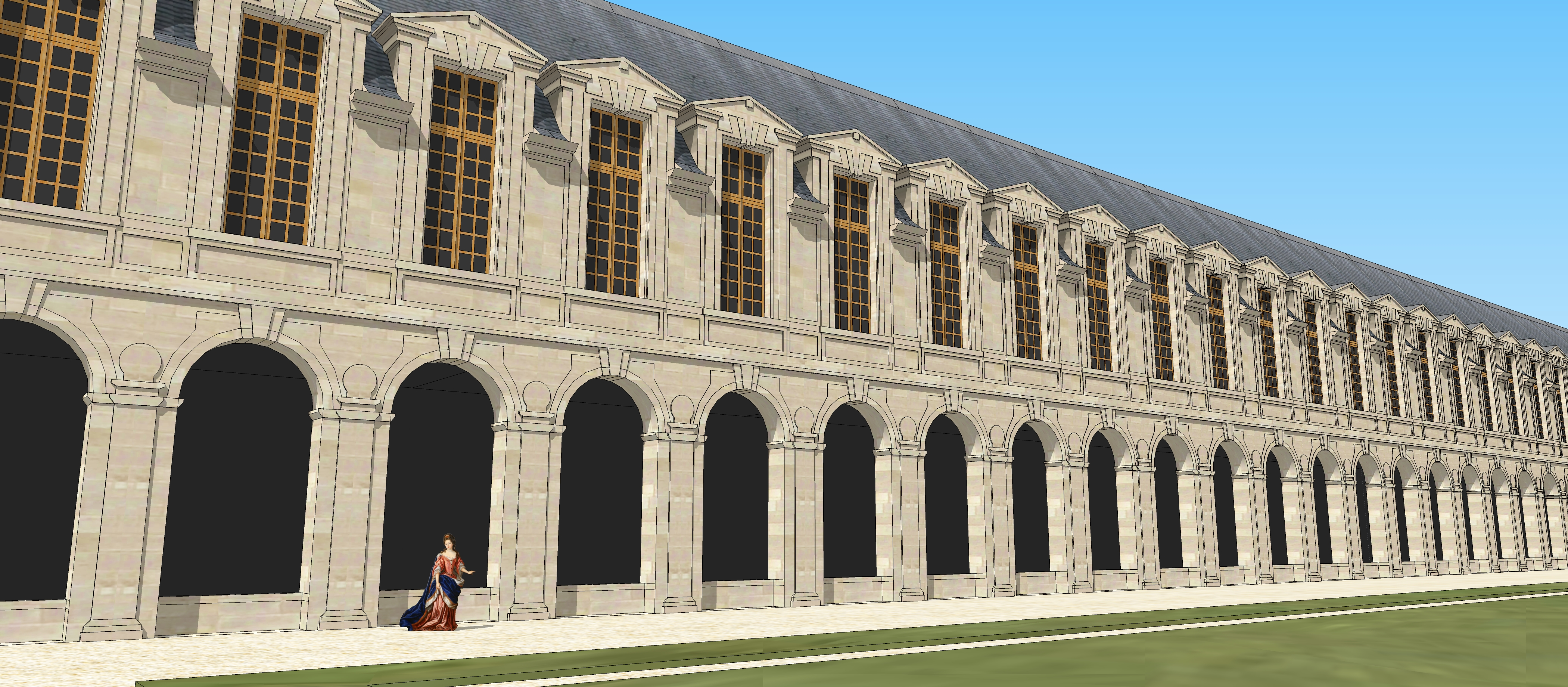
Restitution de la galerie Henri IV (disparue) du château de Blois (située entre les jardins haut et bas), utilisée par Gaston pour exposer ses collections, XVIIe siècle.

Mazarin l'assigne à résidence dans son château de Blois en 1652.
Il entasse dans la galerie Henri IV, située entre le jardin haut et le jardin bas, ses nombreuses collections.
Il y meurt en 1660 et est inhumé à la basilique Saint-Denis, ultime privilège attaché au sang royal. 
Louis XIV confère alors le titre de duc d'Orléans à son propre frère Philippe.

### Divers
De sa naissance à sa mort, Gaston a pour médecin le protestant Abel Brunier.
Gaston est ami avec Jacques d'Étampes, marquis de La Ferté-Imbault, qu'il nomme capitaine-lieutenant de sa compagnie de 200 gendarmes et qui est élevé à la dignité de maréchal de France en 1651 sur sa recommandation. La marquise de La Ferté-Imbault sera[Quand ?] première dame d'honneur de la duchesse d'Orléans.

## Mariages et descendance

### Mariage avec Marie de Bourbon Montpensier (1626)

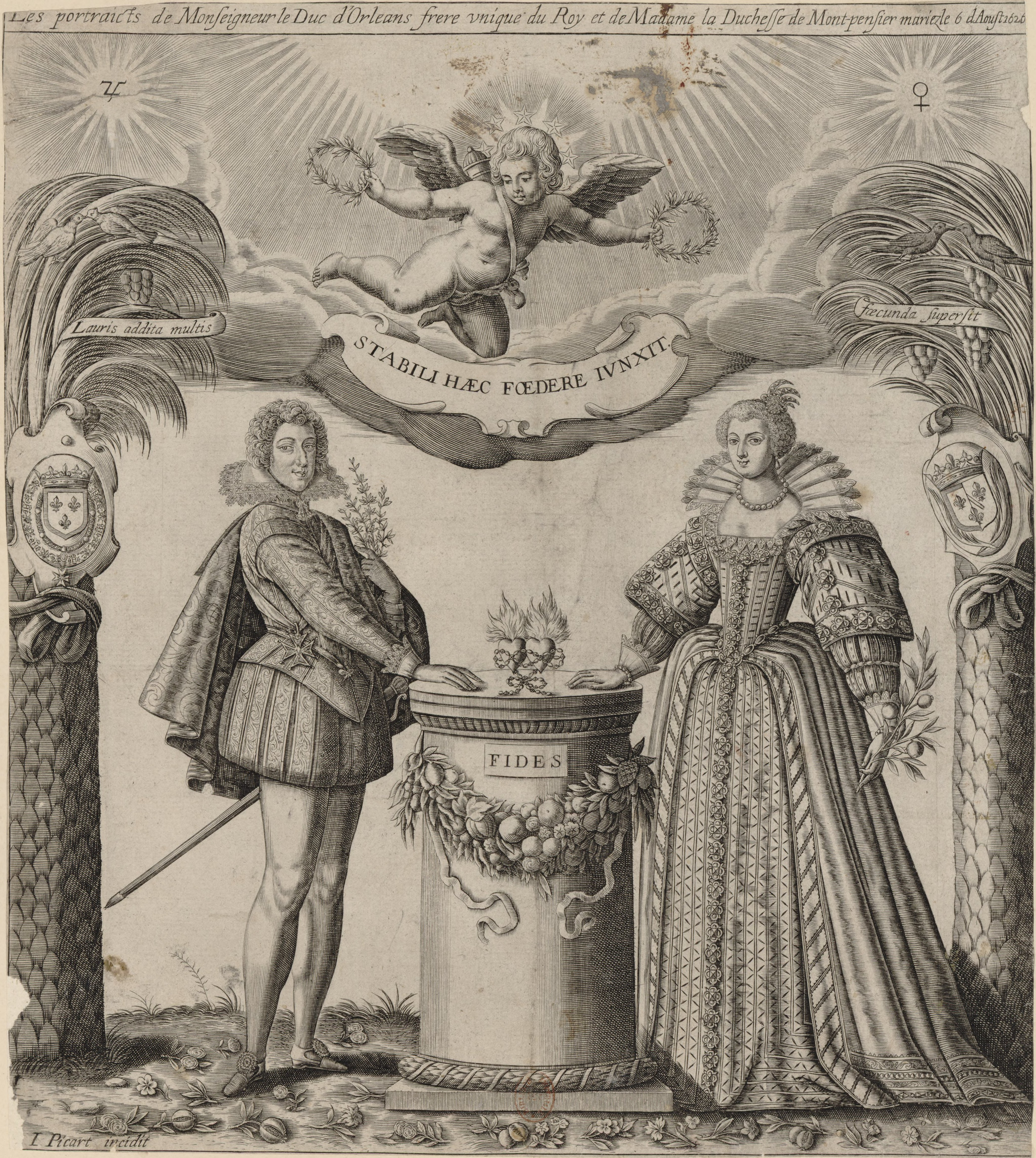
Mariage de Marie de Bourbon et Gaston de France en 1626, Estampe.

Le 6 août 1626, à Nantesdans la Chapelle Notre Dame de l'immaculée Conception, Gaston épouse la riche Marie de Bourbon, duchesse de Montpensier (1605-1627), fille d'Henri de Bourbon, duc de Montpensier, et d'Henriette Catherine de Joyeuse. 
Cette union n'a eu lieu dans la Chapelle que pour sa clôture et officialisation. Le cardinal de Richelieu fit les fiançailles, vers 17h, dans la chambre occupée par le roi au Château des Ducs de Bretagne. Le mariage fut contracté et bénit à 23h à l’hôtel de la Mironnerie, qu’habitait la reine-mère du roi, Marie de Médicis. C'est donc le lendemain matin, 6 août, que la messe fut célébrée par le cardinal dans la Chapelle, parce que c’était là qu’habituellement le roi venait entendre la messe, en allant du Château des Ducs à la Mironnerie, pour y saluer sa mère. 
Il reçoit alors en apanage les duchés d'Orléans et de Chartres, ainsi que le comté de Blois.
Ce mariage, imposé par Richelieu, est consécutif à une conspiration manquée, la conspiration de Chalais.
L'année suivante nait : 
- Anne-Marie-Louise d'Orléans, duchesse de Montpensier, connue comme la « Grande Mademoiselle ».

La mère décède six jours après à l'âge de vingt-et-un ans (4 juin 1627).
En 1629, Gaston projeta en vain d'épouser Marie Louise de Mantoue, fille du duc Charles de Gonzague.

### Mariages avec Marguerite de Lorraine (1632-1643)
La même année, un exil politique volontaire en Lorraine (alors dans le Saint-Empire) lui fait rencontrer la jeune Marguerite de Lorraine (1615-1672), fille de François II de Lorraine, duc de Lorraine, duc de Bar, comte de Vaudémont, et de Chrétienne de Salm. Elle est la sœur du duc Charles IV de Lorraine et de Bar, alors en guerre contre la France, dont il fréquente la cour.  
Conquis par l'innocence de la princesse, alors coadjutrice de l'abbesse du chapitre noble de Remiremont, il la surnomme « l'Ange » et en tombe amoureux. 
Avec l'accord de sa mère vivant en exil, sans celui du roi son frère, le chef de famille, il l'épouse secrètement dans un couvent de Nancy le 2 janvier 1632. Le Parlement de Paris déclare ce mariage nul. 
Ayant rejoint sa mère, il fait célébrer son mariage une deuxième fois par l'archevêque de Malines aux Pays-Bas espagnols. Cette fois, l'assemblée du clergé de France, poussée par Richelieu, annule ce mariage. Pardonné par le roi, le prince rentre en France où son épouse y est interdite de séjour. 
Richelieu affirme qu'une princesse de Lorraine, quoique issue d'une maison souveraine, n'est pas de rang suffisamment élevé pour épouser un fils de France. Dans la mesure où le roi et la reine vivent séparément, où le roi est de santé fragile, il est possible que Gaston succède à son frère. En l'empêchant de vivre avec sa femme, il l'empêche d'avoir des héritiers. Or le cardinal a marié une de ses nièces au duc d'Enghien, héritier du trône après Gaston. Si Gaston meurt sans héritier, la nièce du cardinal deviendra reine de France. Le roi et la reine ont deux fils en 1638 et 1640. 
Le cardinal mort (1642), le couple royal se reconstruit et le roi permet à sa belle-sœur de venir à la cour. Le couple se marie une troisième fois en mai 1643, définitivement.
Ils eurent cinq enfants :

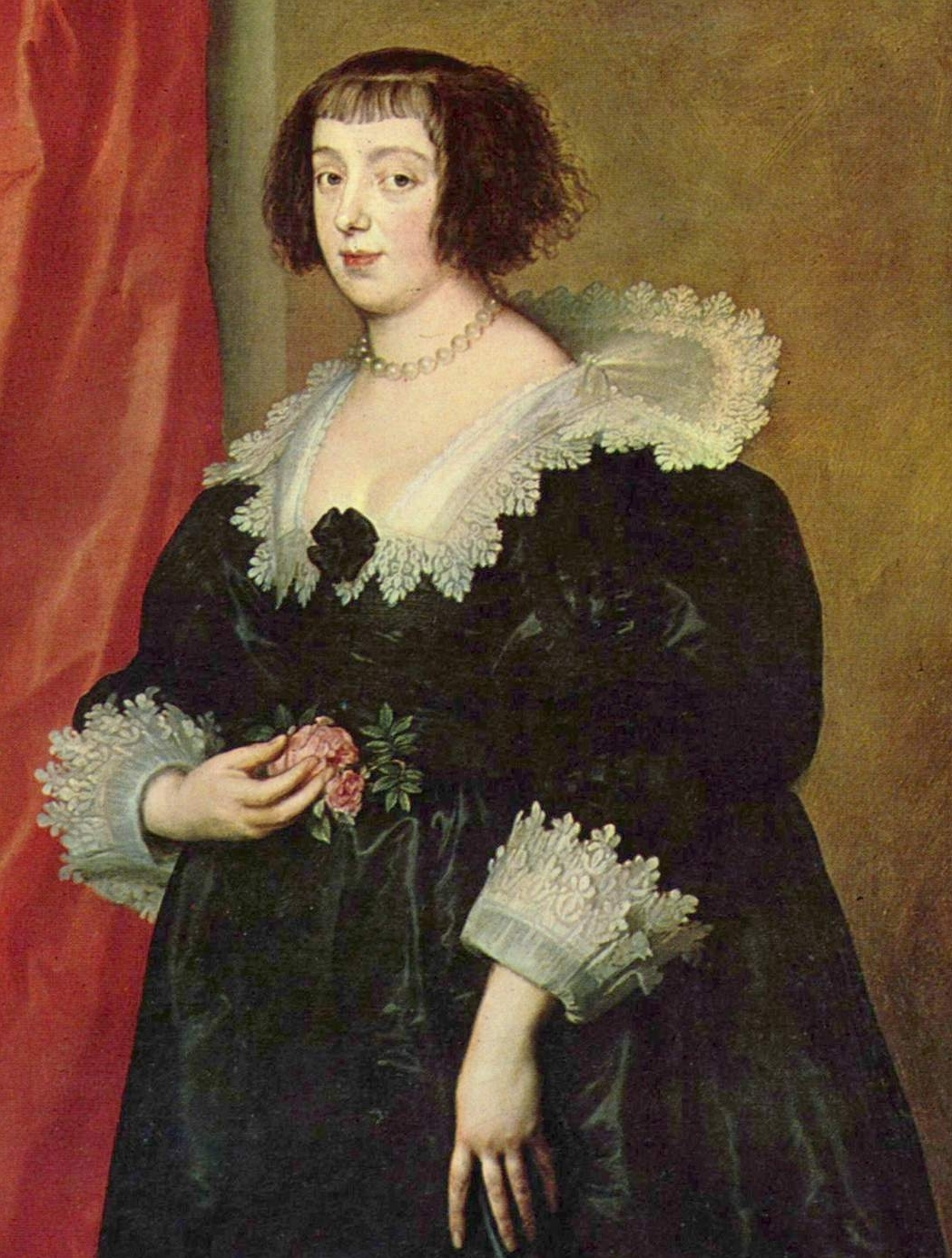
Marguerite de Lorraine.

- Marguerite-Louise d'Orléans (1645-1721), épouse de Cosme III, grand-duc de Toscane (1642-1723) ;
- Élisabeth Marguerite d'Orléans, duchesse d'Alençon (1646-1696), épouse de Louis Joseph de Lorraine, duc de Guise ;
- Françoise-Madeleine d'Orléans, épouse du duc Charles-Emmanuel II de Savoie ;
- Jean Gaston d'Orléans, duc de Valois (1650-1652) ;
- Marie Anne d'Orléans, Mlle de Chartres (1652-1656).

### Maîtresses
De Marie Porcher, Gaston eut une fille naturelle :
- Marie bâtarde d'Orléans (1631-?).

De Louison des Ormes, comédienne, il eut une fille :
- Marguerite (1632-?), mariée à François Bernard des Alleux.

De Louise Rogier de la Marbellière, il eut très probablement deux fils :
- Jean de Bourbon, marié à Antoinette Le Poivre (naissance entre 1630 et 1640)[réf. nécessaire] ;
- Louis bâtard d'Orléans dit le comte de Charny (1640-1692).

## Collectionneur et mécène
Gaston d'Orléans a légué à son neveu Louis XIV ses collections par son testament du 1er février 1660. Le legs est accepté par lettres patentes en 1661. Ces collections sont constituées d’œuvres d'art, de médailles, de sa bibliothèque, cartes, estampes, ainsi que d'une collection de plantes peintes par Nicolas Robert sur vélin. Elles sont d'abord placées au Louvre où était la bibliothèque personnelle du roi, dite Cabinet du Roi. Les botanistes de l'Académie des sciences s'y réfèrent pour le projet encyclopédique de l'Histoire des Plantes,. Philibert Commerson dédie le genre botanique Gastonia (en) à Gaston d'Orléans pour la création du jardin botanique de Blois et la protection qu'il accorde à Robert Morison qui en prend la direction.
Si les vélins sont aujourd'hui au Muséum national d'histoire naturelle, les autres collections rejoignent la Bibliothèque royale, aujourd'hui Bibliothèque nationale de France. C'est ainsi que le département des cartes et plans de la Bibliothèque nationale de France conserve dix-huit recueils de cartes sous la cote Rés. Ge BB 246. Le noyau des collections du département des Monnaies, Médailles et Antiques de la Bibliothèque nationale de France provient de la collection de pierres gravées, de sculptures antiques du prince. De même les imprimés sont conservés au département de la Réserve des livres rares (544 sont indiqués "au chiffre de Gaston d'Orléans" en note d'exemplaire) et les manuscrits au département des Manuscrits de la Bibliothèque nationale de France.